# カン・インス

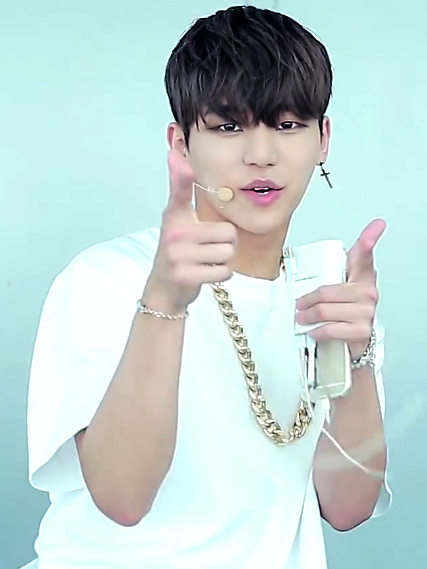
Kang In Soo

カン・インス（강인수,Kang In Soo,姜仁秀、1988年3月10日（37歳） - ）は、韓国の歌手、俳優である。MYNAMEのメンバー。

## 来歴
- 1988年3月10日、京畿道水原市で生まれた。
- セジョン大学のコンクールに合格し、踊る方法を学ばなくてもダンスメジャーとして認められていた。インスはその大学を卒業して2年間、リズムの体操選手の孫延在とシン・スージーのバレエインストラクターを務めた。後に韓国国立オープン大学に通った。
- 2011年10月、MYNAMEのメンバーとして韓国デビュー。翌2012年7月には日本デビューをした。
- 2016年11月3日 - 11月6日、Zeppブルーシアター六本木にて開催された代表ミュージカル『カフェ・イン～Mr.ソムリエ ♡ Ms.バリスタ～』に出演した[1]。
- 2017年9月6日、日本でソロミニ・アルバム『NAKED』をリリース。そのアルバムのリリースイベントも行った。
- 2017年9月23日、ソロコンサート『IN SOO'S 1st SOLO LIVE ～NAKED～』をZEPP TOKYOで昼夜公演開催。
- 2017年9月24日、ファンミーティング『IN SOO,S 忘れないでSMILE』を開催。

## 人物
- 身長178cm、体重58kg、血液型AB型。
- MYNAMEのダンス、ボーカル担当。メンバーの中で最年長。
- 特技はバスケットボール、バレエ。
- 7年間クラシックバレエを習っていた。
- 昔から運動が好きで、柔道、バスケットボールをしていた。
- 趣味は音楽、運動、ゴルフ。
- 好きな音楽ジャンルはR&B、Old music。
- 音楽で影響を受けた歌手はBIGBANGのSOL、JYJのジュンス、クリス・ブラウン、アッシャーである。
- 韓国の人気オーディション番組『スーパースターK』出身。
- 韓国ライフスタイル男性誌『メンズヘルス（Men’s Health）』6月号の表紙モデルに抜擢され、韓国男性誌売上1位を記録した。
- 2016年、韓国ウェディング専門マガジン『my wedding』11月号のモデルとなった。ウェディングマガジンは男性アイドルでモデルを務めたのはインスが初である。
- 2017年10月 - 2019年9月、社会服務要員として公的機関にて勤務し、兵役を終える。
- 2019年、『men's health』11月号の表紙に抜擢。アイドルとして2度目の表紙を飾るのは初めてだった。
- 2019年12月4日、YouTubeチャンネル『걍인수 (ギャンインス)』を開設してファンと交流の場を作った。以後、毎週欠かさずにVLOG 等をUPしている。
- 2020年1月、SBS『熱血バスケ! ハンサムタイガース」』出演。トライアウトで追加メンバーに選ばれた。
- 2020年4月、H2メディア契約満了に従い iMe Koreaに移籍。
- 2020年12月、韓国で本格的に俳優活動がスタート。出演ドラマではOSTにも参加している。
- 2021年5月14日 - 30日、韓国で初めてミュージカル『ナビレラ』に参加
- 2021年8月7日、カン·インスとして韓国で初めてデジタルシングルアルバムを発表。8月11日には日本語バージョンを加え、日本でもデジタル配信した。
- 2022年4月2日 - 5月29日、韓国釜山の劇場にてミュージカル『THE NOW』の主人公 キム・スフン役として参加。2か月のロング公演となる。劇中ではトロット曲から現世代ヒップホップまで幅広い音楽や、ダンスが披露されている。
- 2022年4月22日、カン・インス日本ファンクラブサイト『Fanicon』を開始。（終了）
- 2023年12月、iMe Korea 契約満了
- 2024年3月 MYNAMEメンバー セヨンと２人で ユニット『IsY』結成
- 2024年5月 MYNAMEメンバー コヌ、ド イヒョンと3人でユニット『MYNAME V』結成
- 2025年7月2日 7年振りとなる シングルアルバム

『VIVID』発売

## ディスコグラフィー

### アルバム

#### ミニ・アルバム
- 2017年09月06日『NAKED』

1. NAKED LOVE
2. Hot Thing’s feat. JUN Q
3. Burn
4. You Don't Know Me
5. One last time
6. Love Letter

初回盤DVD
- NAKED LOVE (Music Video)
- NAKED LOVE (Music Video メイキング映像)
- ジャケット撮影・メイキング映像
- Special Interview

#### シングル アルバム
- 2021年8月7日 『Love yourself 』韓国配信日

1. Love yourself

- 2021年8月11日 『Love yourself 』日本配信日

1. Love yourself
2. Love yourself (JPN Ver)
3. LOVE yourself inst

- 2023年9月 『High』日本発売

1. High (JPN Ver)
2. High (KOREA Ver)
3. High inst

##### ユニット アルバム
- 2024年6月19日 『 春 』日本配信

MYNAME V (インス・コヌ・イヒョン)
1. 春

### ☆wish you僕の心の中君のメロディー
original sound track参加 2021年3月3日発売

#### CD全11曲
- wish for you/ カン・インス  イ・サン
- wish for you/（Acoustic Ver）/カン・インス
- もっと君の近くへ（Acoustic Ver）/カン・インス
- wish for you （日本語Ver）/カン・インス

#### DVD全4曲
- wish for you/ カン・インス

### ☆リュソンビの婚礼式
2021年5月 デジタル配信
- without you/ カン・インス

### ☆恋愛始発.(点)
2021年7月 Web配信
- 恋をして(사랑을 해서)/ カン·インス

### ☆リュソンビの婚礼式
Original Sound Track参加 2021年8月4日発売

#### CD全22曲
- Without you /カン·インス
- Without you(日本語ver)/カン·インス

### ☆로맨스 빌란 The Villain Of Romance
OST参加 2023年6月
- NOW /カン・インス

## ライブ
| 年     | タイトル                                    | 会場                                                       |
| ------ | ------------------------------------------- | ---------------------------------------------------------- |
| 2017年 | IN SOO'S 1st SOLO LIVE ～NAKED～            | 1会場 - 9月23日：ZEPP TOKYO                                |
| 2022年 | SOLO LIVE ～without you ～                  | 1会場 - 6月11日：東京新宿パークタワーヒル                  |
| 2023年 | Kang insoo Live ～ high in Tokyo ～         | 1会場 - 9月23日：ZEAL THEATER TOKYO                        |
| 2024年 | MYNAME IsY (ｲﾝｽ&ｾﾖﾝ) ～ Black swan ～       | 1会場 - 3月23日：NEW SIDE BEACH                            |
| 2024年 | MYNAME V (ｲﾝｽ&ｺﾇ&ｲﾋｮﾝ)                      | 2会場 - 5月25日：横浜YTJホール - 5月26日：梅田シャングリラ |
| 2024年 | MYNAME IsY ～ Black swan Ⅱ ～               | 1会場 - 9月1日：横浜YTJホール                              |
| 2025年 | KANG INSOO TOKYO LIVE ～ KEEP GOING 2025 ～ | 1会場 - 1月26日：飛行船シアター                            |
| 2025年 | MYNAME LIVE 2025-Blooming Days-             | 1会場 - 4月12日：横浜ランドマークホール                    |
| 2025年 | MYNAME IsY Black swanⅢ-IvsY LIVE-           | 1会場 - 5月31日：横浜YTJホール                             |

## 書籍

### 写真集
- 2017年9月9日 - IN NAKED X INSOO
- 2020年1月 - MEN INSOO （韓国発売）

## 出演

### ミュージカル

#### 日本
- 「カフェ・イン」 (2016年11月3日 - 6日)[2]
- 「カフェ・イン」 (2017年2月9日 - 12日)[2]

#### 韓国
- 「ナビレラ」(2021年5月14日－30日)-イ・チェロク役 ソウル예술의 전당 CJ토윌극장にて
- 「THE NOWー釜山」（2022年4月2日ー  ）ｰキム・スフン役 釜山영화의전당 하늘연극장にて

- 「흔해빠진일 （ありふれた事)」(2024年7月27日ー8月18日)ｰコスチャ役 ソウルLGアートセンターにて

### Webドラマ
- wish you～僕の心の中君のメロディー(2020年ー楽天TV.Netflix)-カン・インス役 [Wish You https://g.co/kgs/f5WECY]
- リュソンビの婚礼式(2021年ー楽天TV.dtv.hulu.FOD.Amazonプライム)-リュ・ホソン役
- 恋愛始発．(点) (2021年6月7月ーYouTube ﾐﾆｼﾘｰｽﾞON)－ケ・ハンソル役
- チーム長!聞こえてます（2024年11月ーViglooショートドラマ)

## 来日イベント
- 2017年9月24日(日) 品川インターシティーホール

《IN SOO,S忘れないでSMILE ファンミーティング》
- 2019年10月16日(水) TAKARA OSAKA

（KO-FUN-SHOW VOL.1)
《INSOO（From MYNAME)除隊記念初ソロEVENT》
- 2019年12月5日(木) かつしかシンフォニーヒルズ モーツァルトホール

《なごみの冬 A Mild Winter（ﾊﾞﾗﾀﾞﾝ) 》
- 2019年12月26日(木)烏山区民会館ホール

《X'mas BIG EVENT  THE PRESENT【インス［MYNAME］】》
- 2022年6月10日(金)タワーレコード渋谷店

《カン・インス 来日記念イベント! ミニライブ&特典会》
- 2022年6月11日(土)東京新宿パークタワーヒル

《カンインス日本ファンミーティング【Without you 】》
- 2022年7月23日(土)東京KFC Hall Annex
- 2022年7月24日(日)大阪御堂筋ホール10
- 2022年7月30日(土)東京KFC Hall Annex

《INSOOソロ写真集「MAN INSOO」特典会イベント》
- 2022年12月1日(木)渋谷WWWX

《WINTER PRESENT 2 トーク&ライブ》
- 2022年12月2日(金)都内某所

《パティシエ インスとティータイム》
- 2022年12月3日(土)イオンモール土浦

《カンインス来日記念Specialミニライブ&特典会》
- 2022年12月4日(日)千葉県

《カンインスと一緒に行くミステリーバスツアー》
- 2023年3月10日(金)都内某所

《BIRTHDAY記念プライベートファンミーティング》
《誕生日ゲリラミーティング》
- 2023年3月11日(土)東京Alice aqua garden Tokyo

《INSOO Birthday Special Lunch &dinner show》
- 2023年3月12日(日)イオンモールむさし村山

《カンインス来日記念specialミニライブ&特典会》
- 2023年3月18日(土)大阪GRACE BALIなんば道頓堀

《INSOO Birthday Special Lunch &dinner show》
- 2023年3月19日(日)タワーレコード梅田NU茶屋町店

《カンインス来日記念specialミニライブ&特典会》
- 2023年4月29日(土)ARIAKE ARENA

《Wリーグオールスター2022-2023 ゲスト》
- 2023年5月19日(金)新宿

《ファンクラブ プライベートミート&グレート》
- 2023年5月20日(土)大阪

《カレンダー購入特典会》
- 2023年5月21日(日)東京

《カレンダー購入特典会》
- 2023年7月25日(火)東京 ヒューリックホール

《MYNAME日本デビュー11th aanniversary  ファンミーティング Heart to Heart 》
- 2023年9月14日(木)タワーレコード梅田NU茶屋町店

《「HIGH」 リリースイベント》
- 2023年9月15日(金)タワーレコード名古屋パルコ店

《「HIGH」リリースイベント》
- 2023年9月17日(日)東京ファニコンイベントスペース

《「HIGH」ファンクラブ限定リリースイベント》
- 2023年9月18日(月)東京新宿

《カン・インスofficial スクラッチイベント》
- 2024年2月24日(土)飛行船シアター

《MYNAME Valentines‘S FANMEETING2024～ちょっと遅いけど許してね～》
- 2024年3月10日(日)ラドンナ原宿

《Birthday Event Lunch&Dinner show》
- 2024年3月23日(土)NEW SIDE BEACH

《MYNAME IsY(インス&セヨン)Black swan LIVE 》
- 2024年3月24日(日)TIAT SKY HALL

《MYNAME IsY Black swan Fanmeeting》
- 2024年5月25日(土)横浜YTJホール

《MYNAME V(インス&コヌ&イヒョン) LIVE 2024》
- 2024年5月26日(日)梅田シャングリラ

《MYNAME V LIVE 2024》
- 2024年7月25日(木)ヒューリックホール東京

《MYNAME 12th Anniversary LIVE 2024-Empathy》
- 2024年8月31日(土)横浜YTJホール

《MYNAME IsY Black swanⅡ Fanmeeting》
- 2024年9月1日(日)横浜YTJホール

《MYNAME IsY Black swan Ⅱ LIVE 》
- 2024年12月17日(火)日本橋三井ホール

《MYNAME X'MAS FANMEETING 2024》
- 2025年1月26日(日)飛行船シアター

《KANG IN SOO TOKYO LIVE KEEP GOING 2025》
- 2025年3月15日(土)横浜YTJホール

《MYNAME INSOO BIRTHDAY EVENT 2025》
- 2025年4月12日(土)横浜ランドマークホール

《MYNAME LIVE 2025-Blooming Days-》
- 2025年5月31日(土)横浜YTJホール

《MYNAME IsY Black swanⅢ-IvsS LIVE-》
- 2025年6月1日(日)横浜YTJホール

《MYNAME IsY Black swanⅢ Fanmeeting》